# عارف تامر
عارف تامِر (۱۹۲۱ – ۱۹۹۸) تاریخ‌نگار، نویسنده و شاعر سوری بود. وی در قدموس، استان طرطوس در خانواده‌ای سرشناس از شاخهٔ محمدشاهی اسماعیلیهٔ نزاریه زاده شد. در طرطوس و لاذقیه زندگی و تحصیل کرد تا اینکه در اوایل دههٔ ۱۹۴۰ در شهر سلمیه مستقر شد. سپس در عرصهٔ روزنامه‌نگاری سوری و لبنانی در حوزه‌های گوناگون فعالیت کرد. او از دانشکدهٔ ادبیات دانشگاه سن‌ژوزف بیروت فارغ‌التحصیل شد، سپس دکترای خود را از دانشگاه مونترال در کانادا دریافت کرد. پس از بازگشت، در دانشگاه سن‌ژوزف بیروت به تدریس تاریخ خاورمیانه و پژوهشگری در حوزهٔ مطالعات اسماعیلیه پرداخت. او نخستین پژوهشگر در مطالعات مدرن اسماعیلی بود که بسیاری از متون اسماعیلی با منشأ سوری را در دسترس پژوهشگران قرار داد. وی همچنین تعداد زیادی مطالعه و مقاله دربارهٔ امامان-خلفای فاطمی و سایر شخصیت‌های اسماعیلی منتشر کرد.

## زندگی و پیشه
عارف پسر امیر تامر العلی سال ۱۹۲۱ در قدموس استان طرطوس، قلمروی علویان در خانواده‌ای سرشناس از شاخهٔ محمدشاهی اسماعیلیهٔ نزاریه زاده شد.تحصیلات ابتدایی خود را در مدرسهٔ لائیک طرطوس، دورهٔ راهنمایی را در کالج ملی بانیاس و دبیرستان را در مدرسهٔ فرِیر لاذقیه گذراند. تحصیلات دانشگاهی را در دانشکدهٔ ادبیات دانشگاه سن ژوزف بیروت ادامه داد و مدرک دکترای خود را از دانشگاه مونترآل کانادا دریافت کرد. در اوایل دههٔ ۱۹۴۰ در شهر سَلَمیّه مستقر شد. سپس در عرصهٔ روزنامه‌نگاری سوری و لبنانی در حوزه‌های گوناگون فعالیت کرد.
او به منظور تحقیق دربارهٔ نسخه‌های خطی و گسترش دانش خود، به کشورهای مختلفی چون آفریقا، هند، پاکستان، ایران، ترکیه و کشورهای اروپایی سفر کرد. او عضو نهادهای علمی بین‌المللی بود، از جمله: انجمن سلطنتی آسیایی بریتانیا، انجمن مطالعات اسلامی هند، دایرةالمعارف لبنانی، و سازمان تألیف و ترجمهٔ پاکستان. به دو زبان فرانسوی و انگلیسی تسلط داشت و به‌عنوان مدرس زبان فرانسوی در دبیرستان‌های سلمیه و نیز مدرس تاریخ خاورمیانه در دانشگاه سن ژوزف بیروت فعالیت می‌کرد. حوزهٔ تخصصی او شامل مطالعات و پژوهش‌هایی در زمینهٔ فلسفه، ادبیات و تاریخ اسلامی به ویژه مطالعات اسماعیلی بود.
از اوایل دههٔ ۱۹۶۰ نگارش آثار پرشماری را در زمینه‌های ادبی، تاریخی و شعری آغاز کرد. مطالعات و اشعارش در بسیاری از مجلات ادبی سوریه، لبنان و مصر منتشر شد. به گفتهٔ غالب المیر غالب، «شعر او با لطافت خاصی همراه بود که با لایه‌هایی از عرفان پوشیده شده بود.» وی در سال ۱۹۸۰ به‌پاس مجموعه فعالیت‌های ادبی‌اش، دکترای افتخاری ادبیات را از دانشگاه ملی کانادا دریافت کرد.
او نخستین پژوهشگر در مطالعات مدرن اسماعیلی بود که بسیاری از متون اسماعیلی با منشأ سوری را در دسترس پژوهشگران قرار داد؛ که به نظر فرهاد دفتری «اگرچه این کار بیشتر به صورت تحقیقات ناقص بود که فاقد ویراستاری علمی استاندارد و اطلاعات لازم دربارهٔ نسخه‌های خطی بود.» وی همچنین تعداد زیادی مطالعه و مقاله دربارهٔ امامان-خلفای فاطمی و سایر شخصیت‌های اسماعیلی منتشر کرد، «اما این آثار نیز از فرایند مستندسازی دقیق و لازم بی‌بهره بودند.» از سوی دیگر، پژوهشگر تاریخ، نزار کحله، می‌گوید: «فردی پرکار و دارای دانشی گسترده و دایرةالمعارفی بود، به‌ویژه در زمینهٔ تاریخ اسلام و به‌طور خاص، تاریخ جریان‌های فکری در اسلام. او با تألیف آثار متعدد و ارزشمند دینی، کتابخانهٔ عربی را غنا بخشید. شاید همین گرایش دینی در پژوهش و تألیف، گاه موجب اختلاف‌نظر فکری با برخی پژوهشگران دیگر شده باشد، اما با این حال، او پژوهشگری در سطحی والا بود؛ هرچند برخی آثارش از مشکلِ مستندسازی دقیق رنج می‌بردند، مشکلی که بسیاری از پژوهشگران معاصر با آن روبه‌رو بوده‌اند و اختصاص به او نداشت.»
عارف تامر در سال ۱۹۹۸ درگذشت و در شهر سلمیه به خاک سپرده شد.

## زندگی شخصی
وی ازدواج کرد اما صاحب فرزندی نشد.

## آثار
تعداد آثار چاپ‌شده‌اش از پنجاه عنوان فراتر رفت و شامل تحقیقات، داستان‌ها، نمایشنامه‌ها و تألیفات گوناگون می‌شود.از جمله عناوین عربی آثار او:
- أصداء العشيات: دیوان شعری دست‌نوشته.
- أروى بنت اليمن: دیوان شعری دست‌نوشته.
- سلسلة اقرأ المصرية
- ابن هانئ الأندلسي
- من المشرق إلى المغرب
- سنان
- صلاح الدين
- القرامطة
- الإمامة في الإسلام
- موسوعة الخلفاء الفاطميين
- موسوعة تاريخ الإسماعيلية

در زمینهٔ تحقیق متون اسماعیلیه، آثار متعددی را تصحیح و منتشر کرده، از جمله:
- أساس التأويل
- رسائل إسماعيلية
- العقيدة الشافعية
- العقيدة الصورية
- الرياض
- تاج العقائد
- جامعة الجامعة لإخوان الصفاء
- إثبات النبوءات
- الإيضاح
- الهفت والأظلة